# Send In the Clowns
Pistes de A Little Night Music
Perpetual Anticipation The Miller's Son
Send In the Clowns est une chanson américaine, écrite et composée par Stephen Sondheim, spécialement pour Glynis Johns, qui interprète le rôle de Desiree Armfeldt dans la comédie musicale A Little Night Music, et sortie 1973. Immédiatement reprise par Frank Sinatra, Cleo Laine, Bobby Short puis par George Shearing, Jean Simmons et Shirley Bassey, elle est réenregistrée par Glynis Johns en 1975 et reçoit le Grammy Award de la chanson de l'année. Send In the Clowns est depuis devenue un standard.

## Récompenses
- 1976 : Grammy Award de la chanson de l'année pour Glynis Johns (partagé avec Stephen Sondheim).

## Versions
Enregistrée en anglais (sauf mention contraire) par, :
- Karen Akers
- Lorez Alexandria
- Chris Anderson (instrumental)
- Ernestine Anderson
- John Arpin (instrumental)
- Michael Ball
- Count Basie (instrumental)
- Shirley Bassey
- Acker Bilk
- Robert Bonfiglio (instrumental)
- Teresa Brewer
- Brotherhood of Man
- Betty Buckley
- Roy Budd (instrumental)
- Ann Burton
- José Carreras
- Barbara Carroll (instrumental)
- Oscar Castro-Neves (instrumental)
- Dori Caymmi (instrumental)
- Rosemary Clooney
- Glenn Close
- Judy Collins
- Perry Como
- Sumi Jo
- Ray Conniff
- Barbara Cook
- Gemma Craven
- Peter Criss
- Bing Crosby
- Judi Dench
- Vic Damone
- Anita Dobson
- Placido Domingo
- Percy Faith (instrumental)
- Ferrante & Teicher
- Bryan Ferry
- Manfredo Fest (instrumental)
- Maureen Forrester
- James Galway (instrumental)
- Stan Getz (instrumental)
- Benny Goodman (instrumental)
- Eydie Gormé
- Ted Greene (instrumental)
- Lani Hall
- Roland Hanna (instrumental)
- Hagood Hardy (instrumental)
- Johnny Hartman (instrumental)
- Richard Hayman (instrumental)
- Los Indios Tabajaras (instrumental)
- Milt Jackson (instrumental)
- Grace Jones
- Tom Jones
- Patricia Kaas (en français : "Faites entrer les clowns")
- Howard Keel
- Stan Kenton (instrumental)
- André Kostelanetz (instrumental)
- Mark Kozelek
- Krusty le clown (Dan Castellaneta dans Les Simpson)
- Patti LaBelle
- Cleo Laine
- Frankie Laine
- Angela Lansbury
- Zarah Leander (en allemand : Wo sind die clowns ?)
- Evelyn Lear
- Liberace
- Anni-Frid Lyngstad (en suédois : Var är min clown ?)
- Carmen McRae
- Barry Manilow
- Millicent Martin
- Pat Martino (instrumental)
- Johnny Mathis
- Mabel Mercer
- Van Morrison avec Chet Baker
- Olivia Newton-John
- Elaine Paige
- Emile Pandolfi
- Mandy Patinkin
- Frank Patterson
- Vicky Peña
- Jill Perryman
- Siân Phillips
- Marina Prior
- Lou Rawls
- Eric Reed (instrumental)
- Dianne Reeves
- André Rieu (instrumental)
- Kenny Rogers
- Renato Russo
- Helen Schneider
- George Shearing (instrumental)
- Bobby Short
- Jean Simmons
- Zoot Sims (instrumental)
- Frank Sinatra
- Stephen Sondheim et Andrew Lloyd Webber (instrumental)
- Terell Stafford (instrumental)
- Barbra Streisand
- Elizabeth Taylor
- Tiger Lillies
- Mel Tormé (instrumental)
- Sarah Vaughan
- John Williams (instrumental)
- Julie Wilson
- Gheorghe Zamfir (instrumental)
- Susan Boyle
- Pat Martino (instrumental)